# 豊川市指定文化財一覧

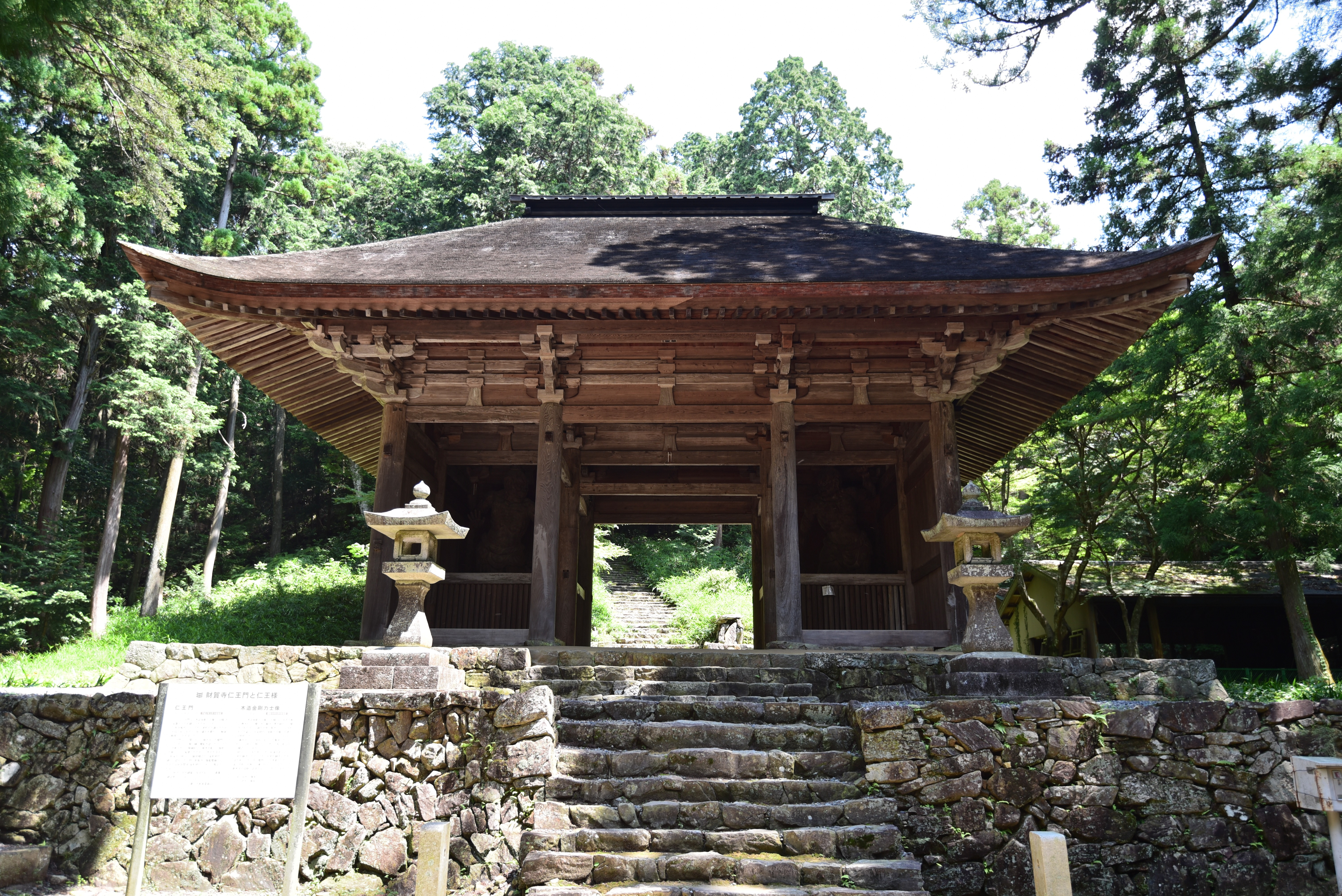
財賀寺仁王門

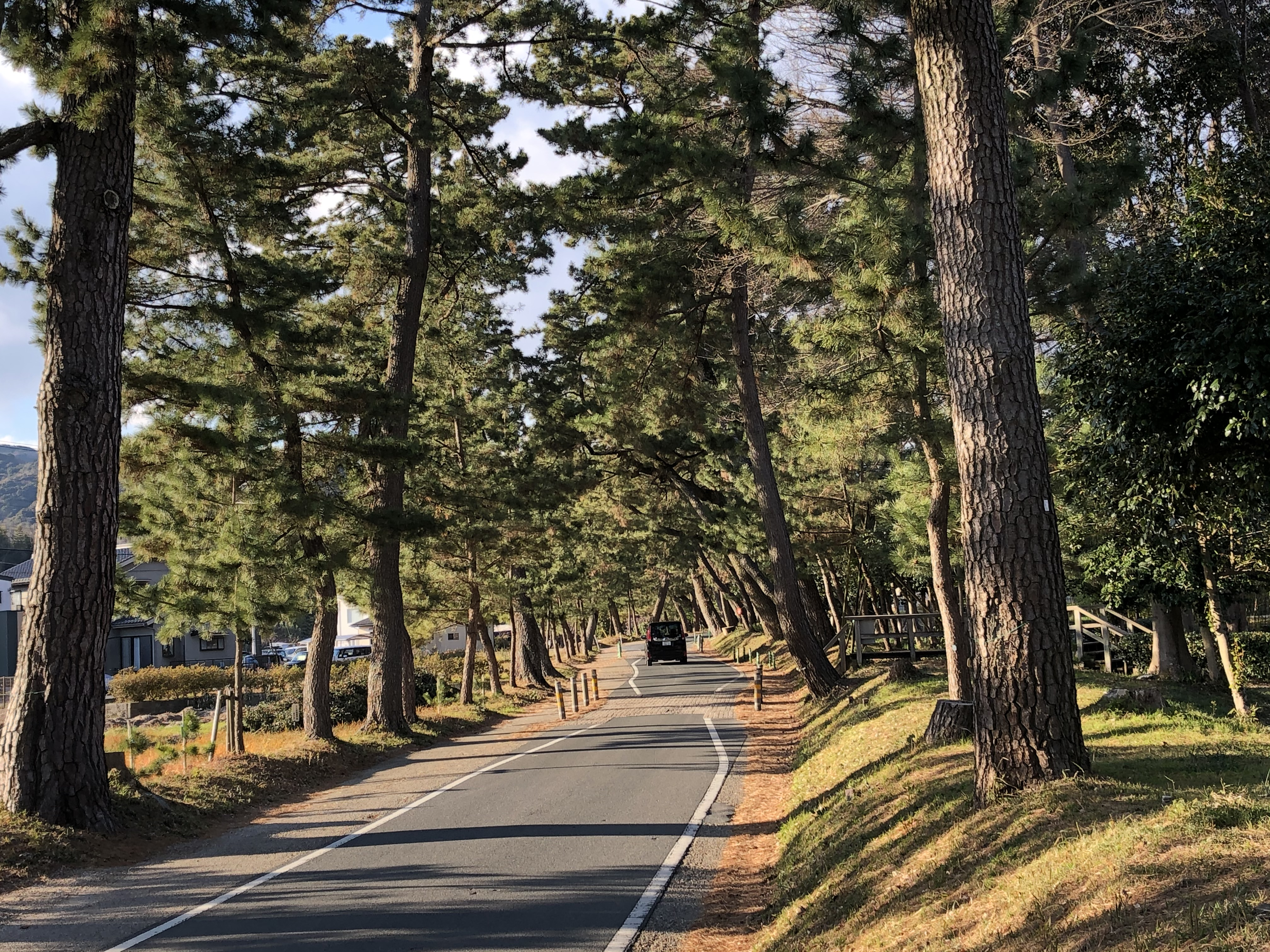
御油の松並木

本記事では愛知県豊川市における文化財について述べる。

## 重要文化財（国指定）

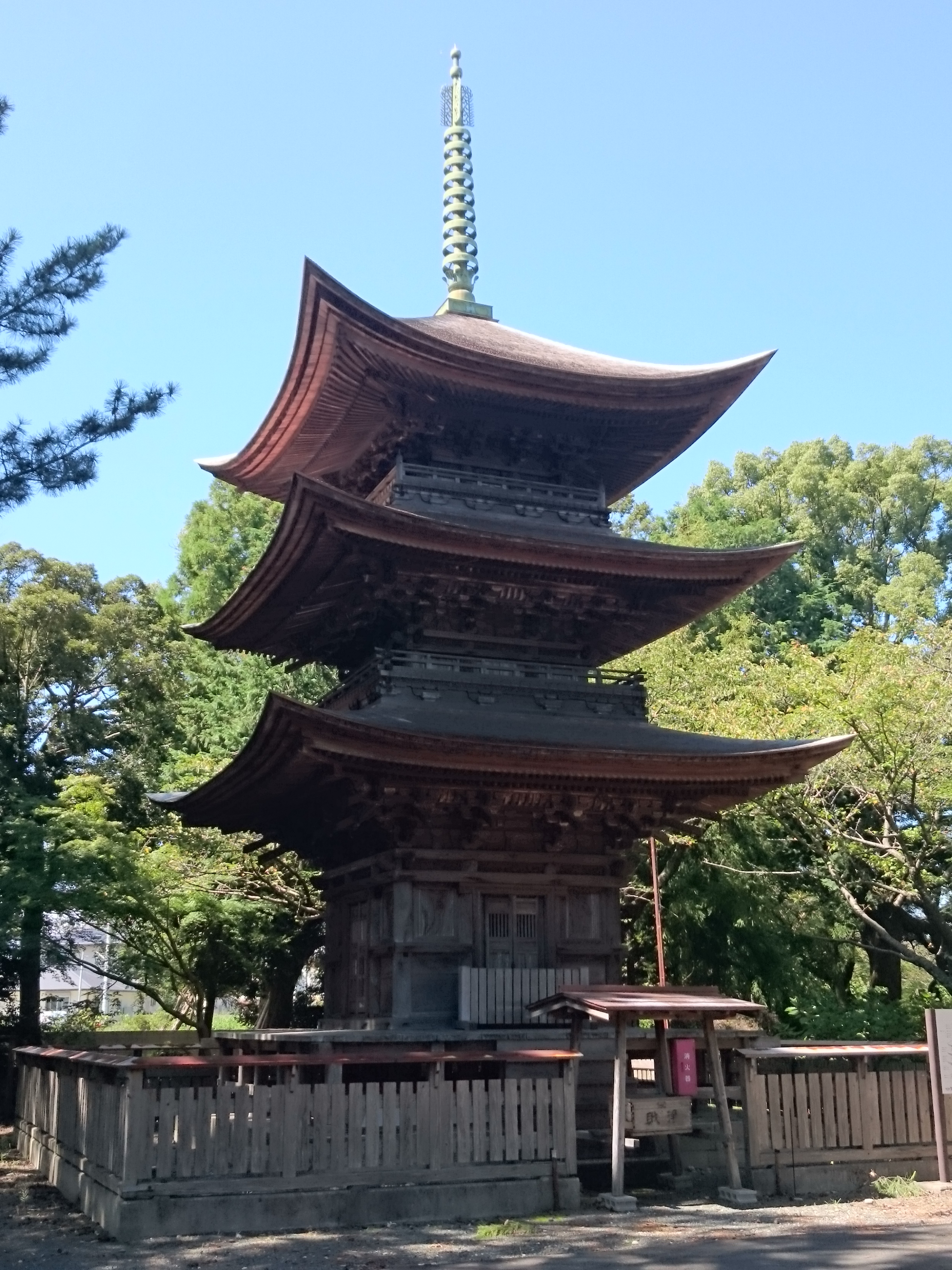
三明寺三重塔

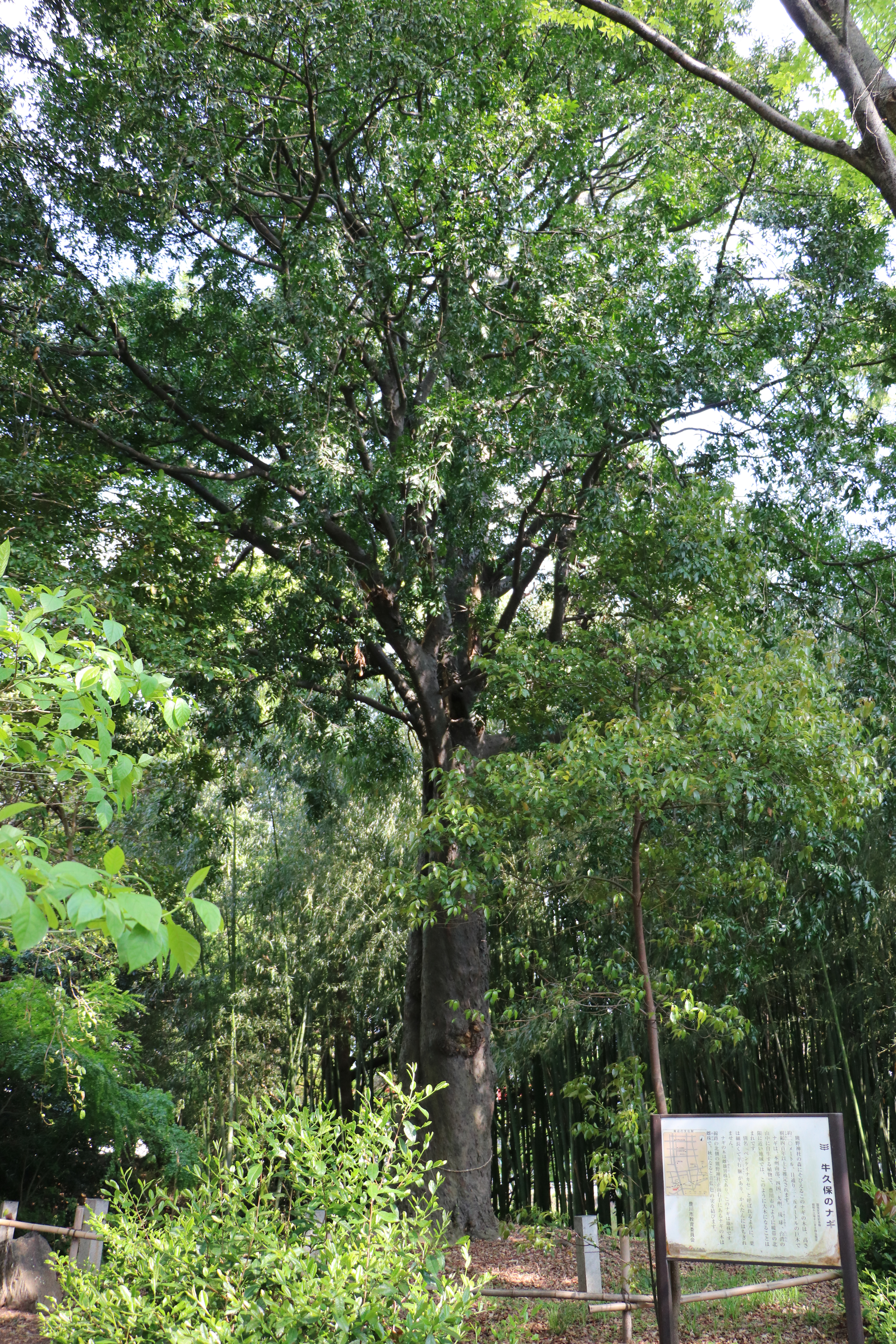
牛久保のナギ

### 建造物
- 三明寺三重塔 - 室町時代、享禄4年（1531年）
- 三明寺本堂内宮殿 - 室町、天文23年（1554年）
- 八幡宮本殿 - 室町、文明9年（1477年）
- 財賀寺仁王門 - 室町、15世紀後半
- 財賀寺本堂内厨子 - 室町、15世紀後半

### 絵画
- 大恩寺絹本著色王宮曼荼羅図 - 朝鮮高麗朝期（高麗仏画）

### 彫刻
- 妙厳寺（豊川稲荷）木造地蔵菩薩立像 2躯 - 鎌倉時代
- 法住寺木造千手観音立像 1躯 - 平安時代末 一木造
- 財賀寺木造金剛力士立像 2躯 - 平安後期

### 工芸
- 国分寺銅鐘 - 平安初
- 菊花文三耳壺〈丹波〉（個人蔵、愛知県陶磁美術館寄託） - 鎌倉

### 書跡
- 菟足神社大般若経 - 平安 - 鎌倉｛安元2年（1176年） - 治承3年（1179年）｝

### 史跡
- 三河国分寺跡 - 奈良時代
- 三河国分尼寺跡 - 奈良

### 天然記念物
- 牛久保のナギ 幹周3.5 m（熊野神社境内）
- 御油のマツ並木 計280本

## 愛知県指定文化財

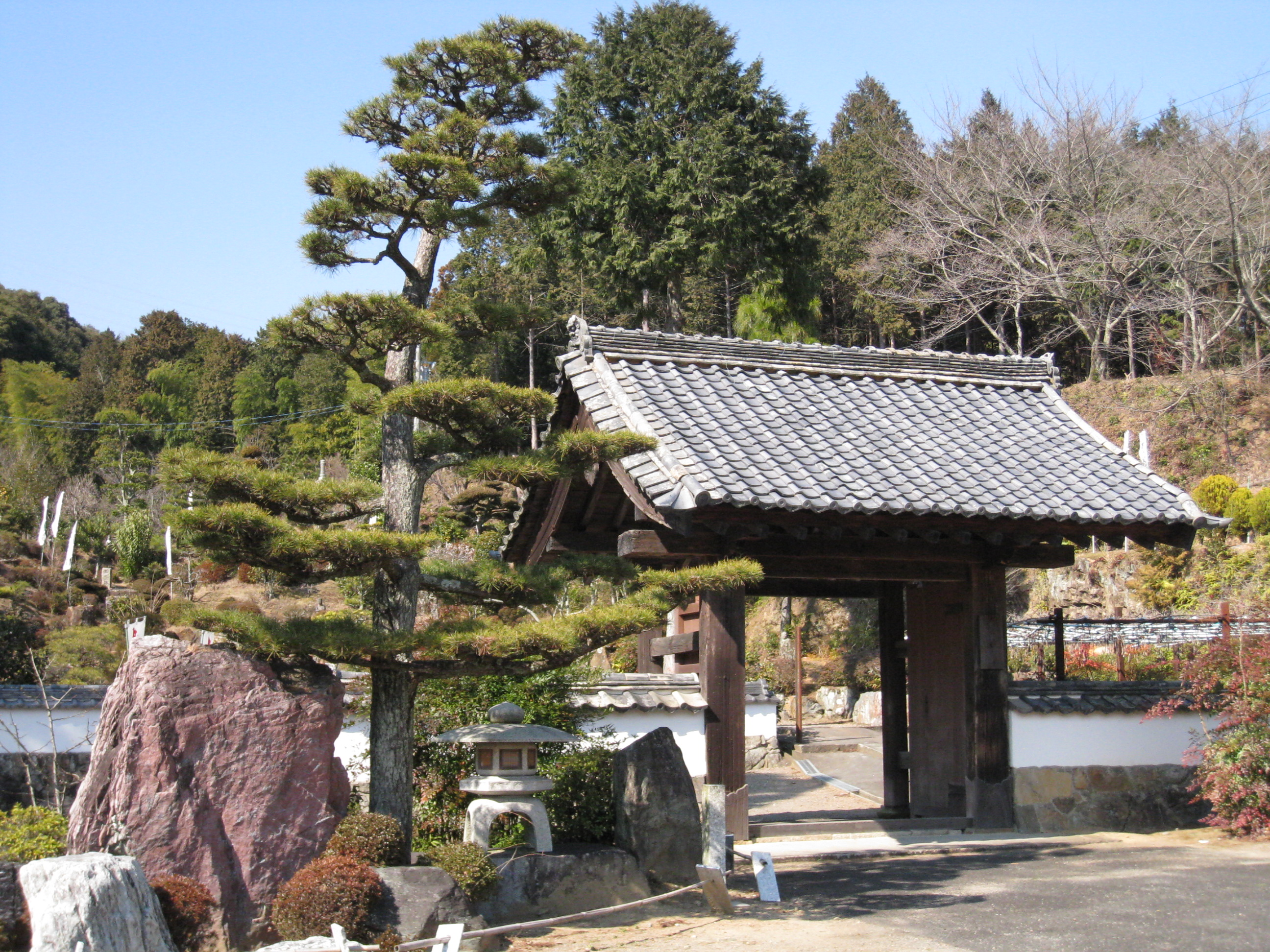
龍源寺黒門

### 建造物
- 大恩寺山門 - 江戸時代、寛文12年（1672年）
- 龍源寺黒門 - 江戸初
- 三明寺本堂 - 江戸、正徳2年（1712年）

### 絵画
- 大恩寺蓮の図 2幅対 - 明時代 宋元風画
- 大恩寺阿弥陀廿五菩薩来迎図 3幅対 - 室町
- 正法寺絹本著色釈迦如来像 - 室町 宋風画

### 彫刻
- 龍源寺木造宗鼎仲易肖像 - 室町末か
- 長福寺木造聖観音立像 - 平安末か
- 熊野神社木造狛犬 附 神社古記録第一号 - 室町、天文7年（1538年）
- 国分寺木造薬師如来坐像 - 平安
- 八幡宮木造狛犬 - 室町、文明9年（1477年）
- 大恩寺木造阿弥陀如来坐像 - 室町、応永34年（1427年）
- 財賀寺木造阿弥陀如来坐像 - 平安
- 財賀寺木造宝冠阿弥陀如来坐像 - 鎌倉

### 工芸
- 龍源寺柱杖 - 室町初
- 八幡宮天宇受賣命面 - 室町
- 菟足神社梵鐘 - 南北朝時代、応安3年（1370年）

### 考古資料
- 千両の銅鐸（犬頭神社蔵） - 弥生時代
- 広石の銅鐸（個人蔵） - 弥生
- 田峯の銅鐸（砥鹿神社蔵） - 弥生
- 海獣葡萄鏡 付 鉄刀（豊川市桜ヶ丘ミュージアム蔵） - 奈良
- 鳥鈕蓋付台付壺（同上） - 古墳時代

### 有形民俗文化財
- 菟足神社祭礼古面 5面 元禄年間
- 引馬神社算額 3面 寛政9年（1797年）

### 無形民俗文化財
- 菟足神社の田祭り 元禄14年以前 -
- 進雄神社の奉納綱火 江戸 -
- 牛久保の若葉祭（うなごうじ祭り） 室町 - ？

### 史跡
- 炭焼古墳群 - 古墳末期
- 旗頭山尾根古墳群 - 古墳

### 天然記念物
- 宝円寺のシダレザクラ 幹周4.3 m（指定時）
- 砥鹿神社奥宮の社叢 神木杉幹周6.3 m
- 砥鹿神社のケヤキ 二股幹周4.8 m他

## 豊川市指定文化財

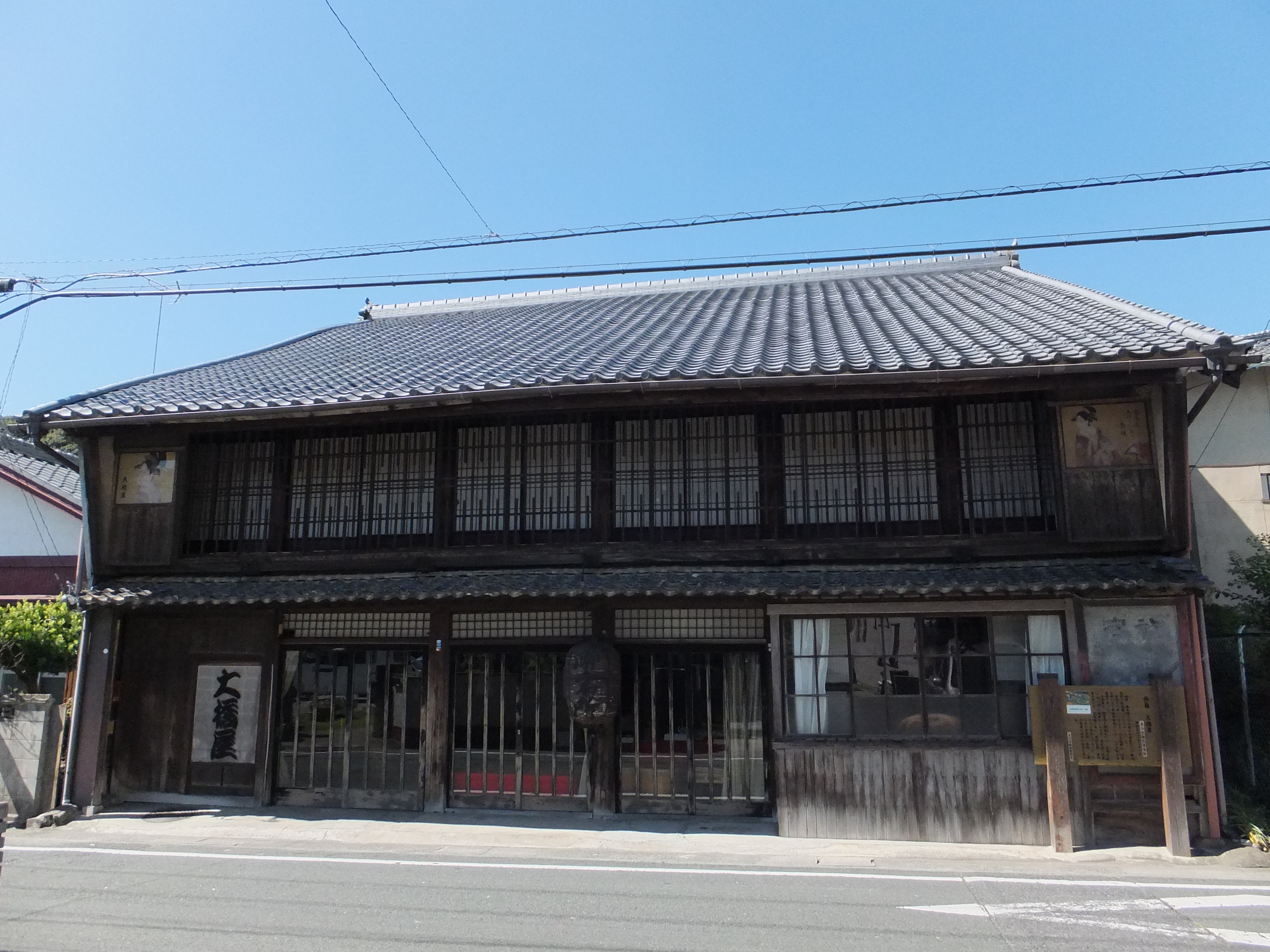
大橋屋

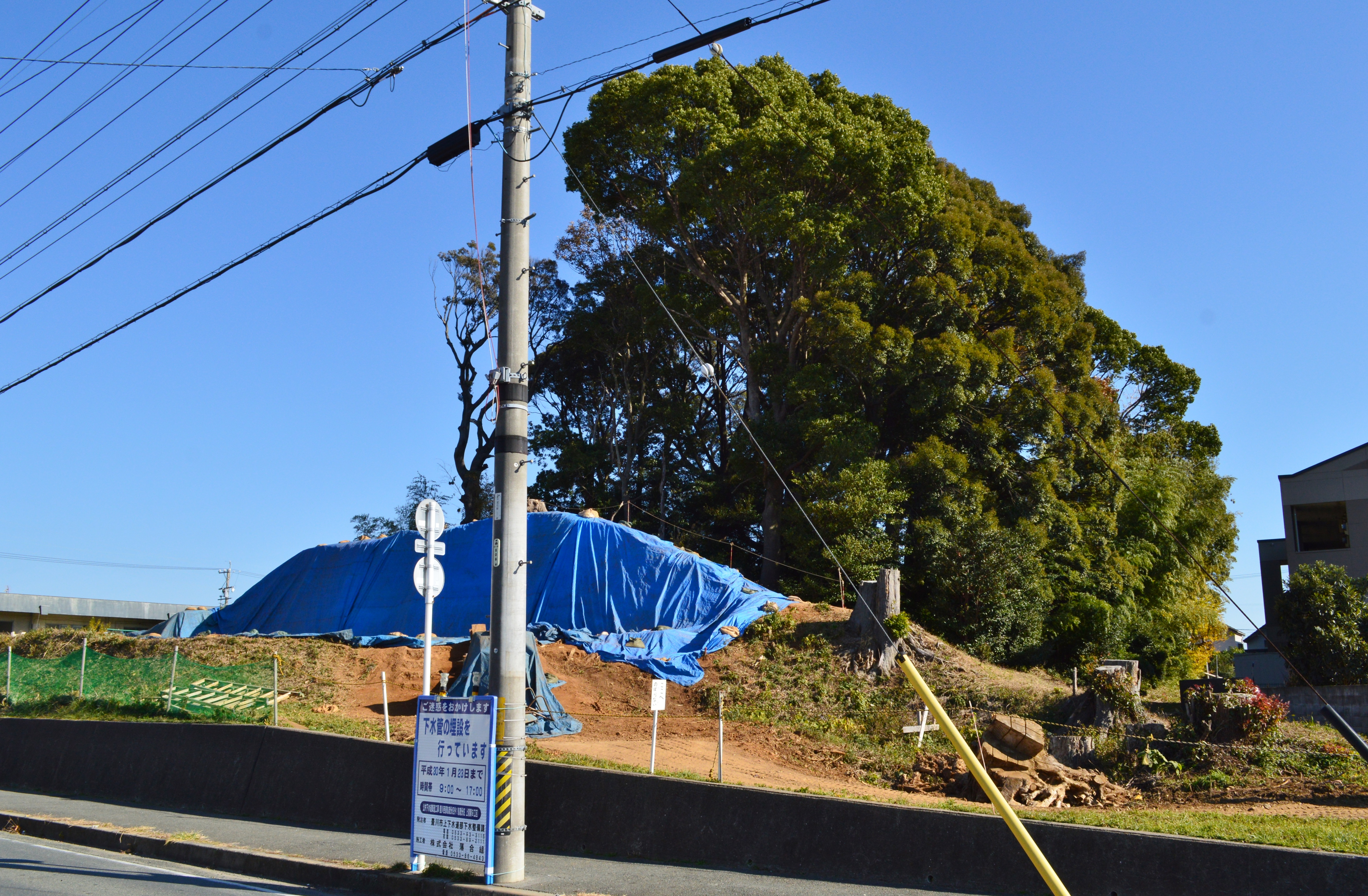
船山1号墳

### 建造物
- 大橋屋（旧旅籠鯉屋）
- 佐脇神社摂社五社宮本殿
- 妙劉寺の本堂内陣
- 伊奈天神社社殿
- 星野神社本殿
- 砥鹿神社西参道石鳥居
- 菟足神社西参道石鳥居

### 絵画
- 光明寺阿弥陀三尊画像
- 光明寺羅漢画像
- 財賀寺不動明王三尊画像
- 財賀寺不動明王画像
- 東林寺阿弥陀三尊画像
- 東林寺来迎阿弥陀三尊画像
- 浄泉寺阿弥陀三尊来迎之図
- 龍源寺釈迦出山之図
- 正法寺十三仏唐画
- 正法寺十三仏古画像
- 正法寺関白草紙
- 正法寺業平涅槃之図
- 正法寺不動尊画像
- 妙劉寺の涅槃図
- 松源院の孤雲懐弉像
- 下佐脇村梅藪村の蛤取場諍論の論所絵図
- 敬円寺の方便法身尊形図
- 加藤元白筆 東光寺の絵画

### 彫刻
- 光明寺木造来迎阿弥陀如来立像
- 東豊町観音堂木造十一面観音菩薩立像
- 東勝寺木造薬師如来坐像
- 長谷寺木造摩利支天騎像
- 善光庵木造聖観音菩薩立像
- 財賀寺木造地蔵菩薩立像
- 財賀寺木造五大明王像
- 法雲寺木造阿弥陀如来立像
- 法雲寺木造延命地蔵菩薩半跏像
- 西明寺木造阿弥陀如来坐像
- 東林寺木造阿弥陀如来立像
- 東林寺木造毘沙門天立像
- 東林寺木造青面金剛立像
- 花井寺木造地蔵菩薩立像
- 花井寺木造毘沙門天立像
- 花井寺木造韋駄天立像
- 伊知多神社木彫翁面・福面
- 浄泉寺薬師如来坐像
- 長福寺観音立像
- 正法寺観音立像
- 正法寺聖徳太子立像
- 善住寺馬頭観音坐像
- 法幢院の地蔵菩薩像
- 西漸寺の菩薩像
- 財賀寺木造観音二十八部衆
- 大聖寺木造阿弥陀如来立像

### 工芸品
- 花井寺木造百万塔
- 守公神社銅鐘
- 進雄神社能面
- 善光庵青銅造弥勒仏頭
- 浄泉寺鰐口
- 正法寺網代団扇
- 正法寺木蘭地袈裟
- 稲荷神社の鰐口
- 松源院の二十五条袈裟
- 松源院の拄杖
- 砥鹿神社の和鞍
- 仲仙寺の梵鐘
- 御津神社の梵鐘
- 御津神社の鰐口
- 佐脇神社の鰐口
- 引馬神社の鰐口
- 御津神社の鰐口
- 御津神社の鰐口
- 菟足神社唐花唐草螺鈿鞍
- 報恩寺の鰐口
- 木造百万塔（個人蔵）
- 昌林寺梵鐘
- 熊野神社鰐口
- 素盞嗚神社鰐口

### 書跡（古文書含む）
- 財賀寺今川義元安堵状：白山先達
- 財賀寺今川義元安堵状：寺領安堵
- 八幡宮今川氏真安堵状
- 八幡宮今川氏真制札
- 八幡宮今川義元安堵状
- 花井寺仮名書金剛般若波羅蜜経
- 三明寺今川義元安堵状
- 三明寺今川氏真安堵状
- 三明寺徳川家康安堵状
- 大聖寺今川氏真安堵状
- 財賀寺今川義元安堵状
- 財賀寺今川氏真安堵状：永禄3年
- 財賀寺今川氏真安堵状：永禄4年
- 八幡宮牧野田三平信成寄進状
- 八幡宮信近寄進状
- 八幡宮牧野成敏寄進状
- 八幡宮牧野成敏寄進状
- 八幡宮牧野民部丞平成勝寄進状
- 八幡宮牧野三郎次郎寄進状
- 正法寺六字名号（伝親鸞筆）
- 正法寺六字名号（伝蓮如筆）
- 正法寺九字名号
- 進雄神社大般若経とその収納箱
- 西明寺文書（一括）
- 妙劉寺寺領寄進状
- 大木の伝馬免許状
- 花井寺今川義元寄進状
- 花井寺今川義元安堵状
- 御津神社の大般若経
- 大恩寺文書
- 法住寺文書
- 渡辺富秋文書
- 佐脇神社切支丹訴人制札
- 菟足神社家康の制札
- 菟足神社家康制札の写札
- 菟足神社松平甚太郎の制札
- 菟足神社今川義元禁制
- 菟足神社今川氏真禁制

### 考古資料
- 渥美刻文壺

### 歴史資料
- 宮道天神社宇治川先陣争図（絵馬）
- 御油宿交通資料（一括）
- 江島の村絵図と古文書
- 徳宝院 三河国二葉松
- 若宮八幡社 本多家の面頬
- 東漸寺 伊奈城之図
- 報恩寺の絵馬
- 報恩寺の俳諧奉納額
- 西原の山論絵図と古文書
- 村田五郎左衛門日記（個人蔵）
- 赤坂旧事記（個人蔵）
- 算額（個人蔵）
- 三宝赤駅神事集（個人蔵）
- 鈴木金四郎清房一世之記（個人蔵）

### 有形民俗文化財
- 引馬神社八幡社の笹踊りの衣裳
- 長沢「フロノ下」の猪垣
- 長沢の三尊種子板碑
- 赤坂の高札
- 龍源寺の梆
- 龍源寺の板碑
- 音羽赤坂人形
- 菟足神社祭礼古面
- 赤坂の舞台
- 八幡宮祭礼用具

### 無形民俗文化財
- 財賀寺お田植祭
- 引馬神社八幡社の祭礼笹踊り七福神踊り
- 萩原神社祭礼の獅子舞神楽
- はんにゃさま
- 三河一宮地搗唄
- 長松寺のどんき
- 砥鹿神社田遊祭
- 砥鹿神社粥占祭
- 砥鹿神社火舞祭
- 金沢歌舞伎
- 躍山境おどり
- 菟足神社の風祭り

### 史跡
- 船山古墳（八幡町）
- 水神平遺跡
- 念仏塚１号墳
- 河原田遺跡
- 長床遺跡 付出土土器
- 穴観音古墳
- 船山古墳（御津町広石）
- 茂松城跡
- 御馬城跡
- 竹本城跡
- 西方古塁跡
- 横穴古墳群
- 弥勒寺跡
- 持統上皇行在所伝承地
- 万葉地名引馬野伝承地
- 御馬湊 付御城米積立場跡
- 山本勘助の墓（長谷寺）
- 牧野成定公廟（光輝院）
- 丹野城跡
- 今川義元公墓所（大聖寺）
- 西明寺芭蕉句碑
- 岩略寺城跡
- 佐脇刀祢太夫の墓
- 牧野城跡
- 菟足神社貝塚
- 平井稲荷山貝塚・平井遺跡
- 五社稲荷古墳
- 糟塚古墳
- 観音山古墳
- 柏木浜（平井八幡社）
- 伊奈城跡
- 花ヶ池
- お松見（東漸寺）
- 一宮砦跡
- 豊川海軍工廠遺跡

旧第一火薬庫
旧第三信管置場

### 名勝
- 牛の滝とその付近の自然

### 天然記念物
- 玉林寺のクス
- 観音寺の大クス
- 熊野神社のフジ
- 宮路山コアブラツツジ自生地
- 杉森八幡社のクスノキ
- 善住寺のヤマモモ
- 西明寺のモッコク
- 帯川のホタル
- 正法寺のワビスケ
- 正法寺のイヌマキ
- 長福寺のヤマザクラ
- 関川神社のクスノキ
- 江島神社のクスノキ
- 服織神社のツガ
- 冨士神社のコバノミツバツツジ自生地
- 広幡神社のヤマモモ
- 灰野のヤブニッケイ
- 松沢寺のヤマザクラ
- 御津神社のクスノキ
- 財賀寺のヒメハルゼミと生息地
- 御津山のヒメハルゼミの棲息地
- 籰繰神社の社叢
- 財賀寺のツガ
- 長草素盞鳴神社のクスノキ
- 若宮八幡社のイヌマキ
- 東漸寺のタブノキ
- 安養寺のクロガネモチ

## 登録有形文化財

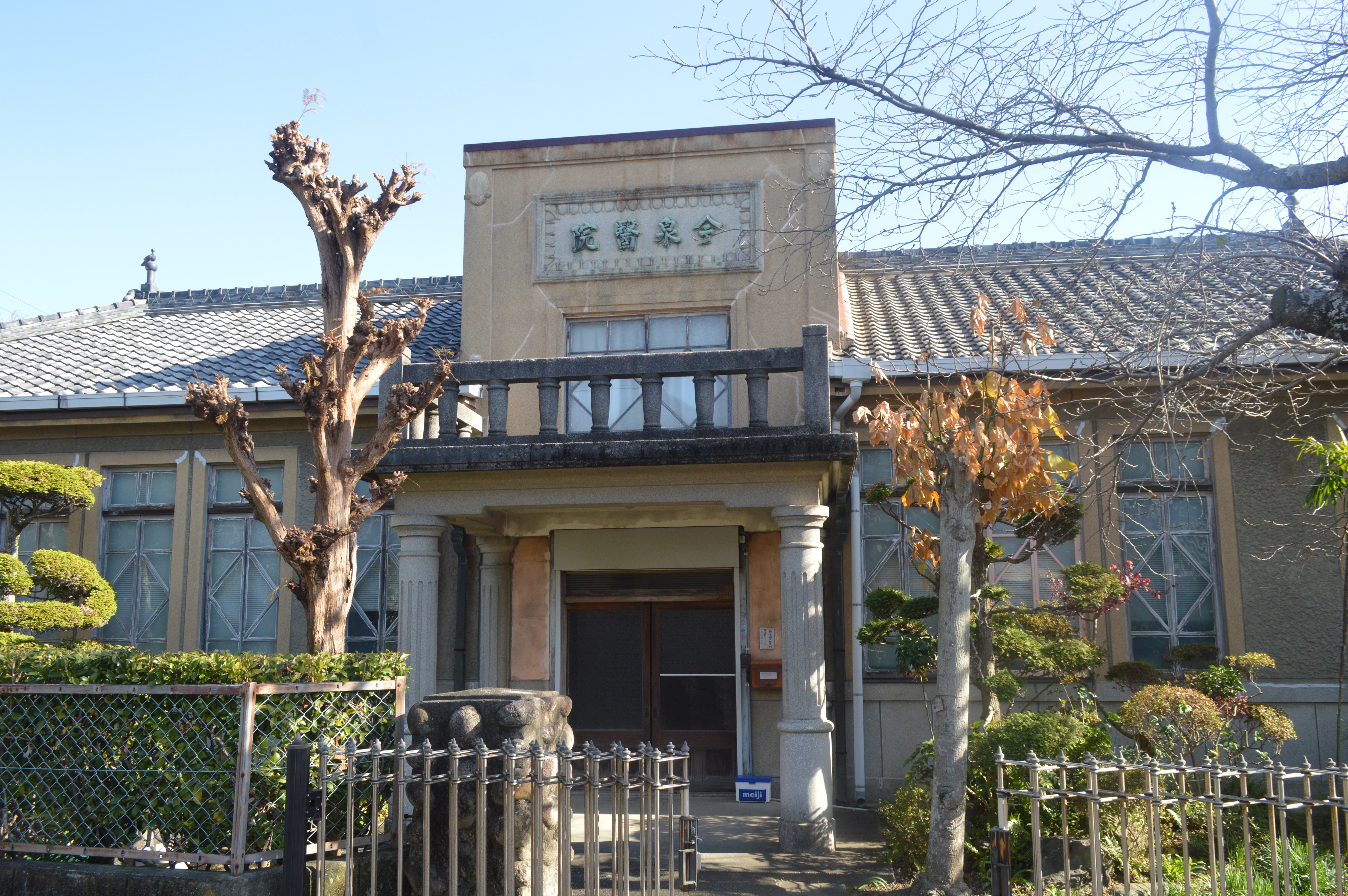
旧今泉医院

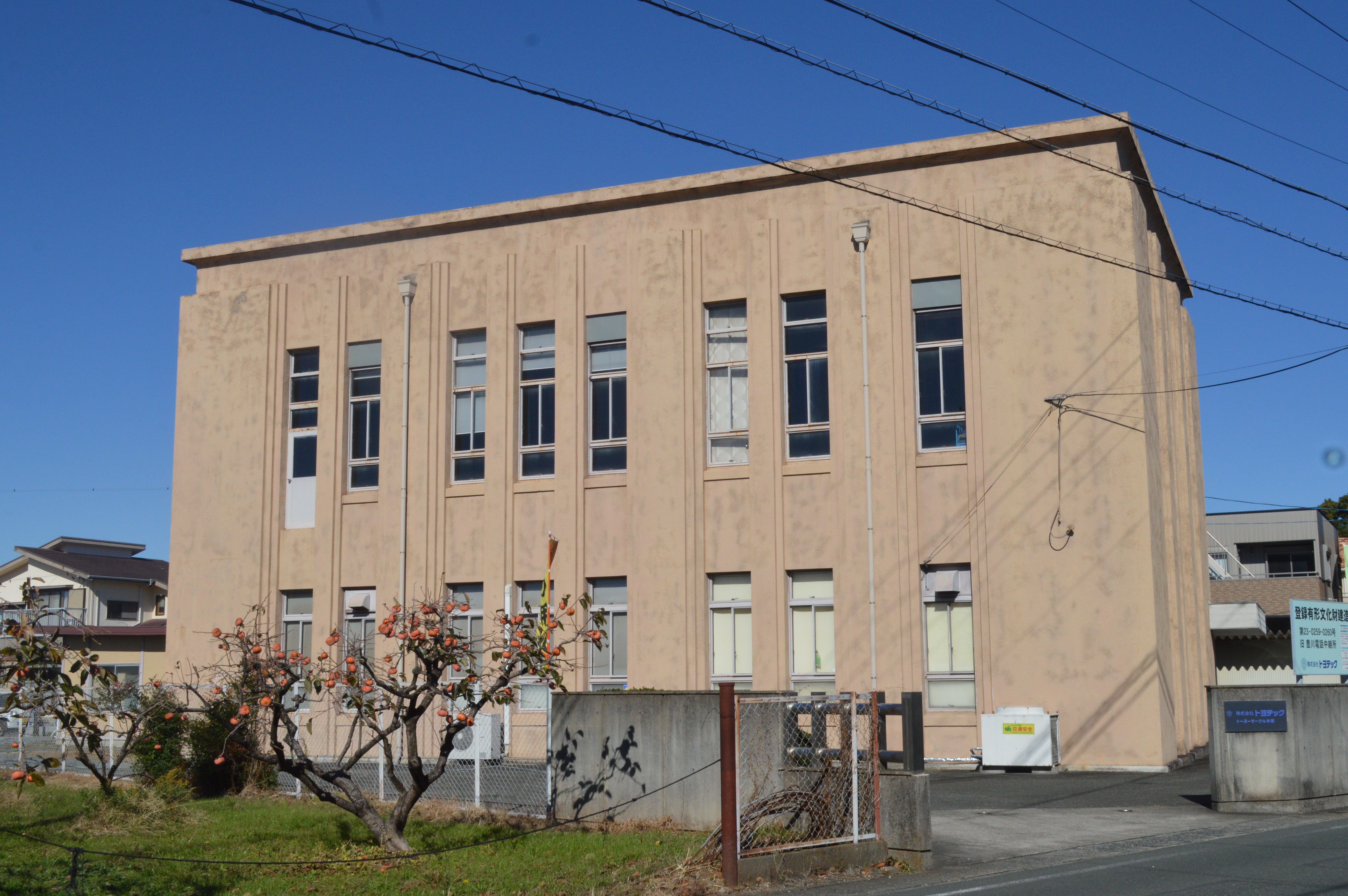
トヨテック本社

- 旧今泉医院診療棟
- 旧今泉医院病室棟
- 旧今泉医院手洗い場
- 白井家住宅主屋
- トヨテック本社社屋（旧豊川電話中継所本屋）
- トヨテック本社倉庫（旧豊川電話中継所倉庫）
- 旧豊川電話装荷線輪用櫓
- 財賀寺本堂
- 財賀寺三十三観音堂
- 財賀寺文殊堂
- 八所神社本殿
- 八所神社拝殿
- 大谷家住宅主屋
- 大谷家住宅土蔵
- 大谷家住宅米蔵
- 大谷家住宅渡廊下
- 中村家住宅主屋